# Leiospora exscapa
Leiospora exscapa är en korsblommig växtart som först beskrevs av Carl Friedrich von Ledebour, och fick sitt nu gällande namn av F. Dvorák. Leiospora exscapa ingår i släktet Leiospora och familjen korsblommiga växter. Inga underarter finns listade i Catalogue of Life.